# Ella Palis
Ella Palis (Brou-sur-Chantereine, 24 marzo 1999) è una calciatrice francese, centrocampista del Montpellier e della nazionale francese.

## Carriera

### Club
Nata nel dipartimento della Senna e Marna, Palis è cresciuta con la famiglia a Verson, piccola cittadina nei pressi di Caen, dove si appassiona al calcio iniziando a indossare dall'età di sei anni la maglia della società locale, l'AS Verson.
Dopo aver giocato con i ragazzi nelle squadre giovanili miste dell'AS Verson, nel 2014 decide di trasferirsi al Guingamp riuscendo così a continuare l'attività in una squadra interamente femminile.
Inizialmente in rosa con la formazione che disputa il championnat national féminin U19, dopo due stagioni viene aggregata alla prima squadra che disputa il campionato di Division 1 Féminine, primo livello della piramide calcistica femminile nazionale, dove sotto la guida tecnica di Sarah M'Barek debutta il 16 ottobre 2016, alla 5ª giornata di campionato, rilevando Louise Fleury a un minuto dalla fine. Nella sua stagione d'esordio Palis colleziona solo 3 presenze scendendo in campo solo per pochi minuti.
Dalla stagione successiva M'Barek la impiega con maggior costanza, così come Frédéric Biancalani che la rileva sulla panchina del Guingamp dalla stagione 2018-2019, stagione nella quale sigla il suo primo gol in D1, il 22 settembre 2018, alla 4ª giornata di campionato, siglando la rete che sancisce la vittoria esterna per 1-0 sulle avversarie del Rodez. Dopo due anni di studi in BTS come assistente manager, si dedica completamente al calcio durante il suo ultimo anno di contratto al Guingamp, concludendo la stagione 2019-2020 con 52 presenze e 2 reti in campionato, alle quali si aggiungono le 7 e una rete in Coppa di Francia.
Nel giugno 2020 ha firmato un contratto triennale con il Bordeaux.
Il 6 giugno 2023, viene annunciato il suo trasferimento a titolo definitivo alla Juventus, in Serie A, con cui firma un contratto biennale. Alla sua prima stagione in tenuta bianconera Palis totalizza 17 presenze complessive, delle quali 11 in campionato, quattro in Coppa Italia e due, siglando una rete, in UEFA Women's Champions League, condividendo inoltre con le compagne la conquista della Supercoppa italiana 2023.
Durante la sessione estiva di calciomercato 2024 tuttavia, prima della scadenza contrattuale, viene annunciato il suo trasferimento, sempre a titolo definitivo, al Montpellier, tornando così a giocare nel campionato francese femminile di calcio.

### Nazionale
Palis inizia ad essere convocata dalla Federcalcio francese (FFF) dal 2015, inizialmente per indossare la maglia della formazione under 17, giocando in quell'anno tre incontri tutti in amichevole sotto la guida tecnica di Sandrine Soubeyrand.
Per indossare nuovamente la maglia delle Bleues deve attendere oltre due anni, chiamata dal tecnico federale della under 19 Gaëlle Dumas in occasione delle qualificazioni all'Europeo di Svizzera 2018. Dopo aver collezionato due presenze nella prima fase, dove sigla la sua prima doppietta nella vittoria per 11-0 sulle Fær Øer, e aver disputato anche il Torneo di La Manga, contribuisce all'accesso della Francia alla fase finale del torneo. Confermata in rosa, Dumas la impiega in tutti i tre incontri giocati dalla sua nazionale nel gruppo A, siglando anche la rete del parziale 2-0 con la Svizzera prima della rimonta delle elvetiche, dove la Francia, subendo due sconfitte nelle restanti partite, viene eliminata già alla fase a gironi.
Nell'aprile 2019 il tecnico Jean-François Niemezcki la convoca nella nazionale B impegnata all'edizione di quell'anno del Torneo di La Manga, collezionando l'unica presenza nell'incontro perso 1-0 con la Norvegia under 23, alla quale si aggiunge la convocazione con la formazione Under-23 nella doppia amichevole del 17 e 20 febbraio 2022 con le pari età dell'Inghilterra, contribuendo tornando al gol nel primo dei due incontri alla vittoria della Francia per 3-2.
Nel frattempo arriva anche la prima convocazione con la nazionale maggiore, selezionata dalla ct Corinne Diacre per l'amichevole del 23 febbraio 2021 con la Svizzera, debuttando in quell'occasione sostituendo Sandie Toletti all'84' della partita che si conclude poi con la vittoria delle francesi per 2-0. Negli anni successivi Diacre la convoca nuovamente prima in amichevole e poi in occasione delle qualificazioni al Mondiale di Australia e Nuova Zelanda 2023 giocando i suoi primi interi 90' il 12 aprile 2022 nella vittoria per 1-0 sulla Slovenia. Nel successivo maggio la CT le conferma la fiducia inserendola nella lista delle 23 giocatrici convocate per l'Europeo di Inghilterra 2022.

## Statistiche

### Presenze e reti nei club
Statistiche aggiornate al 7 maggio 2025.
| Stagione        | Squadra         | Campionato      | Campionato | Campionato | Coppe nazionali | Coppe nazionali | Coppe nazionali | Coppe continentali | Coppe continentali | Coppe continentali | Altre coppe | Altre coppe | Altre coppe | Totale | Totale |
| Stagione        | Squadra         | Comp            | Pres       | Reti       | Comp            | Pres            | Reti            | Comp               | Pres               | Reti               | Comp        | Pres        | Reti        | Pres   | Reti   |
| --------------- | --------------- | --------------- | ---------- | ---------- | --------------- | --------------- | --------------- | ------------------ | ------------------ | ------------------ | ----------- | ----------- | ----------- | ------ | ------ |
| 2016-2017       | Guingamp        | D1              | 3          | 0          | CF              | 0               | 0               | -                  | -                  | -                  | -           | -           | -           | 3      | 0      |
| 2017-2018       | Guingamp        | D1              | 19         | 0          | CF              | 2               | 0               | -                  | -                  | -                  | -           | -           | -           | 21     | 0      |
| 2018-2019       | Guingamp        | D1              | 17         | 1          | CF              | 2               | 0               | -                  | -                  | -                  | -           | -           | -           | 19     | 1      |
| 2019-2020       | Guingamp        | D1              | 13         | 1          | CF              | 3               | 1               | -                  | -                  | -                  | -           | -           | -           | 16     | 2      |
| Totale Guingamp | Totale Guingamp | Totale Guingamp | 52         | 2          | -               | 7               | 1               | -                  | -                  | -                  | -           | -           | -           | 59     | 3      |
| 2020-2021       | Bordeaux        | D1              | 14         | 0          | CF              | 1               | 0               | -                  | -                  | -                  | -           | -           | -           | 15     | 0      |
| 2021-2022       | Bordeaux        | D1              | 17         | 0          | CF              | 1               | 0               | -                  | -                  | -                  | -           | -           | -           | 18     | 0      |
| 2022-2023       | Bordeaux        | D1              | 18         | 1          | CF              | 3               | 0               | -                  | -                  | -                  | -           | -           | -           | 21     | 1      |
| Totale Bordeaux | Totale Bordeaux | Totale Bordeaux | 49         | 1          | -               | 5               | 0               | -                  | -                  | -                  | -           | -           | -           | 54     | 1      |
| 2023-2024       | Juventus        | A               | 11         | 0          | CI              | 4               | 0               | UWCL               | 2                  | 1                  | SI          | 0           | 0           | 17     | 1      |
| 2024-2025       | Montpellier     | PL              | 20         | 1          | CF              | 1               | 0               | -                  | -                  | -                  | -           | -           | -           | 21     | 1      |
| Totale carriera | Totale carriera | Totale carriera | 132        | 4          | -               | 17              | 1               | -                  | 2                  | 1                  | -           | 0           | 0           | 151    | 6      |

### Cronologia presenze e reti in nazionale
| Cronologia completa delle presenze e delle reti in nazionale ― Francia | Cronologia completa delle presenze e delle reti in nazionale ― Francia | Cronologia completa delle presenze e delle reti in nazionale ― Francia | Cronologia completa delle presenze e delle reti in nazionale ― Francia | Cronologia completa delle presenze e delle reti in nazionale ― Francia | Cronologia completa delle presenze e delle reti in nazionale ― Francia | Cronologia completa delle presenze e delle reti in nazionale ― Francia | Cronologia completa delle presenze e delle reti in nazionale ― Francia |
| Data                                                                   | Città                                                                  | In casa                                                                | Risultato                                                              | Ospiti                                                                 | Competizione                                                           | Reti                                                                   | Note                                                                   |
| ---------------------------------------------------------------------- | ---------------------------------------------------------------------- | ---------------------------------------------------------------------- | ---------------------------------------------------------------------- | ---------------------------------------------------------------------- | ---------------------------------------------------------------------- | ---------------------------------------------------------------------- | ---------------------------------------------------------------------- |
| 23-2-2021                                                              | Longeville-lès-Metz                                                    | Francia                                                                | 2 – 0                                                                  | Svizzera                                                               | Amichevole                                                             | -                                                                      | 84’                                                                    |
| 9-4-2021                                                               | Caen                                                                   | Francia                                                                | 3 – 1                                                                  | Inghilterra                                                            | Amichevole                                                             | -                                                                      | 60’                                                                    |
| 13-4-2021                                                              | Le Havre                                                               | Francia                                                                | 0 – 2                                                                  | Inghilterra                                                            | Amichevole                                                             | -                                                                      | 46’                                                                    |
| 10-6-2021                                                              | Strasburgo                                                             | Francia                                                                | 1 – 0                                                                  | Germania                                                               | Amichevole                                                             | -                                                                      | 31’                                                                    |
| 8-4-2022                                                               | Swansea                                                                | Galles                                                                 | 1 – 2                                                                  | Francia                                                                | Qual. Mondiali 2023                                                    | -                                                                      | 89’                                                                    |
| 12-4-2022                                                              | Le Mans                                                                | Francia                                                                | 1 – 0                                                                  | Slovenia                                                               | Qual. Mondiali 2023                                                    | -                                                                      |                                                                        |
| 25-6-2022                                                              | Beauvais                                                               | Francia                                                                | 4 – 0                                                                  | Camerun                                                                | Amichevole                                                             | -                                                                      | 62’                                                                    |
| 1-7-2022                                                               | Orléans                                                                | Francia                                                                | 7 – 0                                                                  | Vietnam                                                                | Amichevole                                                             | -                                                                      | 46’                                                                    |
| 14-7-2022                                                              | Rotherham                                                              | Francia                                                                | 2 – 1                                                                  | Belgio                                                                 | Euro 2022 - Fase a gironi                                              | -                                                                      | 90+1’                                                                  |
| 18-7-2022                                                              | Rotherham                                                              | Islanda                                                                | 1 – 1                                                                  | Francia                                                                | Euro 2022 - Fase a gironi                                              | -                                                                      | 46’                                                                    |
| 23-7-2022                                                              | Rotherham                                                              | Francia                                                                | 1 – 0 dts                                                              | Paesi Bassi                                                            | Euro 2022 - Quarti di finale                                           | -                                                                      | 106’                                                                   |
| 2-9-2022                                                               | Tallinn                                                                | Estonia                                                                | 0 – 9                                                                  | Francia                                                                | Qual. Mondiali 2023                                                    | -                                                                      |                                                                        |
| 6-9-2022                                                               | Sedan                                                                  | Francia                                                                | 5 – 1                                                                  | Grecia                                                                 | Qual. Mondiali 2023                                                    | -                                                                      | 60’                                                                    |
| 7-10-2022                                                              | Dresda                                                                 | Germania                                                               | 2 – 1                                                                  | Francia                                                                | Amichevole                                                             | -                                                                      | 61’                                                                    |
| 11-10-2022                                                             | Göteborg                                                               | Svezia                                                                 | 3 – 0                                                                  | Francia                                                                | Amichevole                                                             | -                                                                      | 79’                                                                    |
| 11-11-2022                                                             | La Nucia                                                               | Norvegia                                                               | 1 – 2                                                                  | Francia                                                                | Amichevole                                                             | -                                                                      |                                                                        |
| Totale                                                                 |                                                                        | Presenze                                                               | 16                                                                     |                                                                        | Reti                                                                   | 0                                                                      |                                                                        |

## Palmarès

### Club
- Supercoppa italiana: 1

Juventus: 2023